# WRC 3
WRC 3 è un videogioco di corse sviluppato da Evolution Studios e pubblicato da Sony Computer Entertainment nel 2003 come parte della serie World Rally Championship.  Il gioco è stato messo in commercio per PlayStation 2 il 21 novembre 2003 in Europa, e più tardi, il 27 maggio 2004 in Giappone.
Il tema del menù è Burning Wheel dei Primal Scream.

## Team e piloti
WRC 3 dispone di 17 piloti provenienti da 7 squadre. Anche se Mitsubishi non ha partecipato a tempo pieno in campionato in questa stagione, appare in ogni evento del gioco e sono quindi ammissibili a segnare i punti in modalità campionato. Allo stesso modo, Hyundai è apparso in ogni evento, nonostante il ritiro dal campionato nella vita reale verso la fine della stagione.
| Team                     | Auto                                                                                             | Piloti                                                       |
| ------------------------ | ------------------------------------------------------------------------------------------------ | ------------------------------------------------------------ |
| Peugeot Total            | Peugeot 206 WRC Peugeot 206 Extreme 03 Peugeot 406 Coupé                                         | Marcus Grönholm Richard Burns Gilles Panizzi Harri Rovanperä |
| Ford Motor Co Ltd        | Ford Focus RS WRC 03 Ford Focus RS Extreme 03 Ford Fiesta Rallye Concept                         | Markko Martin François Duval Mikko Hirvonen                  |
| Subaru World Rally Team  | Subaru Impreza WRC2003 Subaru Impreza Extreme 03 Subaru B11S                                     | Petter Solberg Tommi Makinen                                 |
| Hyundai World Rally Team | Hyundai Accent WRC3 Hyundai Accent Extreme 03                                                    | Armin Schwarz Freddy Loix                                    |
| Škoda Motorsport         | Škoda Fabia WRC Škoda Fabia Extreme 03 Škoda Superb Sonic                                        | Didier Auriol Toni Gardemeister                              |
| Citroën Total            | Citroën Xsara WRC Citroën Xsara Extreme 03                                                       | Sébastien Loeb Carlos Sainz                                  |
| Mitsubishi Motors        | Mitsubishi Lancer Evolution VIII WRC Mitsubishi Extreme Evolution Max II Mitsubishi Pajero Dakar | Alister McRae Jani Paasonen                                  |

Dato che Colin McRae ha avuto la sua serie di videogiochi, Sony non ha potuto comprare la licenza per farlo apparire e non è stato sostituito, infatti nel gioco il team Citroën ha due piloti invece di tre.

## Rally
Tutti i 14 rally del calendario ufficiale WRC 2003 appaiono sul gioco.
- Rallye Automobile de Monte Carlo
- Uddeholm Swedish Rally
- Rally of Turkey
- Propecia Rally New Zealand
- Rally Argentina
- Acropolis Rally
- Cyprus Rally
- ADAC Rallye Deutschland
- Neste Rally Finland
- Telstra Rally Australia
- Rallye Sanremo - Rallye d'Italia
- Rallye de France - Tour de Corse
- Rallye Catalunya - Costa Brava (Rallye de España)
- Wales Rally of Great Britain

## Accoglienza
La rivista PlayStation Official Magazine inglese ha detto che il gioco ha sfidato Colin McRae Rally 3, ed è elencato nei loro primi 100 giochi.